# Nessorhamphus
Nessorhamphus es un género de peces de la familia Derichthyidae.

## Distribución
El género se distribuye por América del Norte, Asia y Oceanía.

## Especies
- Nessorhamphus danae E. J. Schmidt, 1931
- Nessorhamphus ingolfianus (E. J. Schmidt, 1912)